# Platyberyx opalescens
Platyberyx opalescens is een straalvinnige vissensoort uit de familie van caristiden (Caristiidae). De wetenschappelijke naam van de soort is voor het eerst geldig gepubliceerd in 1911 door Zugmayer.